# Chiesa di San Biagio (Sala Baganza)
La chiesa di San Biagio, nota anche come pieve di Talignano, è un luogo di culto cattolico dalle forme romaniche situato in via della Pieve 8 a Talignano, frazione di Sala Baganza, in provincia e diocesi di Parma, ai margini del Parco naturale regionale dei Boschi di Carrega; appartiene al gruppo delle pievi parmensi ed è sede di una parrocchia compresa nella zona pastorale della Pedemontana.

## Storia
Il luogo di culto fu costruito lungo un ramo della via Francigena in epoca medievale dai frati cistercensi dell'abbazia di Chaise-Dieu, che fondarono nelle sue adiacenze anche un ospizio per pellegrini; secondo alcuni storici le sue origini risalirebbero agli ultimi anni dell'XI secolo, mentre altri spostano la datazione a circa 100 anni dopo, tra la fine del XII secolo e gli inizi del XIII. L'edificio fu posto alle dirette dipendenze dei cistercensi del monastero della Rocchetta, che all'epoca sorgeva su un versante del non lontano monte Prinzera ed era a sua volta sottoposto all'autorità dell'abbazia francese di Chaise-Dieu.
Nel 1230 l'Ecclesie S. Blasii de Talognano fu citata nel Capitulum seu Rotulus Decimarum della diocesi di Parma tra le dipendenze del monastero della Rocchetta, pur trovandosi all'interno del territorio amministrato dalla pieve di Collecchio.
Nel XIV secolo la giurisdizione sulla cappella passò alla pieve collecchiese.
Nel 1564 la chiesa fu elevata a sede parrocchiale autonoma e quattro anni dopo vi fu costituito un patronato a favore dei nobili Lalatta.
Tra il XVI e il XVIII secolo il luogo di culto fu modificato con l'aggiunta di decorazioni barocche e neoclassiche; in adiacenza all'edificio fu inoltre eretta una sagrestia.
Nel 1877 furono eseguiti altri interventi: la navata fu sopraelevata e coperta con una volta a botte lunettata in sostituzione delle originarie capriate lignee, mentre ai fianchi dell'aula fu aggiunta una cappella per parte e infine la facciata fu modificata con la realizzazione di una finestra al posto della bifora in sommità.
Nel 1912 crollò la sagrestia settecentesca.
Tra il 1935 e il 1939 l'edificio fu completamente ristrutturato riportandolo alle originarie forme romaniche; nel corso dei lavori, furono recuperati quasi interamente gli esterni con la demolizione degli intonaci e la ricostruzione delle primitive decorazioni, fu abbattuta la parte della canonica annessa alla chiesa e furono aperte alcune monofore nell'abside; fu inoltre ricollocato nella lunetta sopra al portale d'ingresso l'altorilievo duecentesco raffigurante la Psicostasia, che secondo la leggenda era stato rimosso entro il XVI secolo e collocato davanti a un forno.
Il 15 luglio 1971 un forte terremoto colpì il territorio e danneggiò il campanile, che fu sottoposto a interventi di restauro tra il 1974 e il 1975.
Nel 2015 la chiesa fu interessata da nuovi lavori, che comportarono il rifacimento del tetto.

## Descrizione

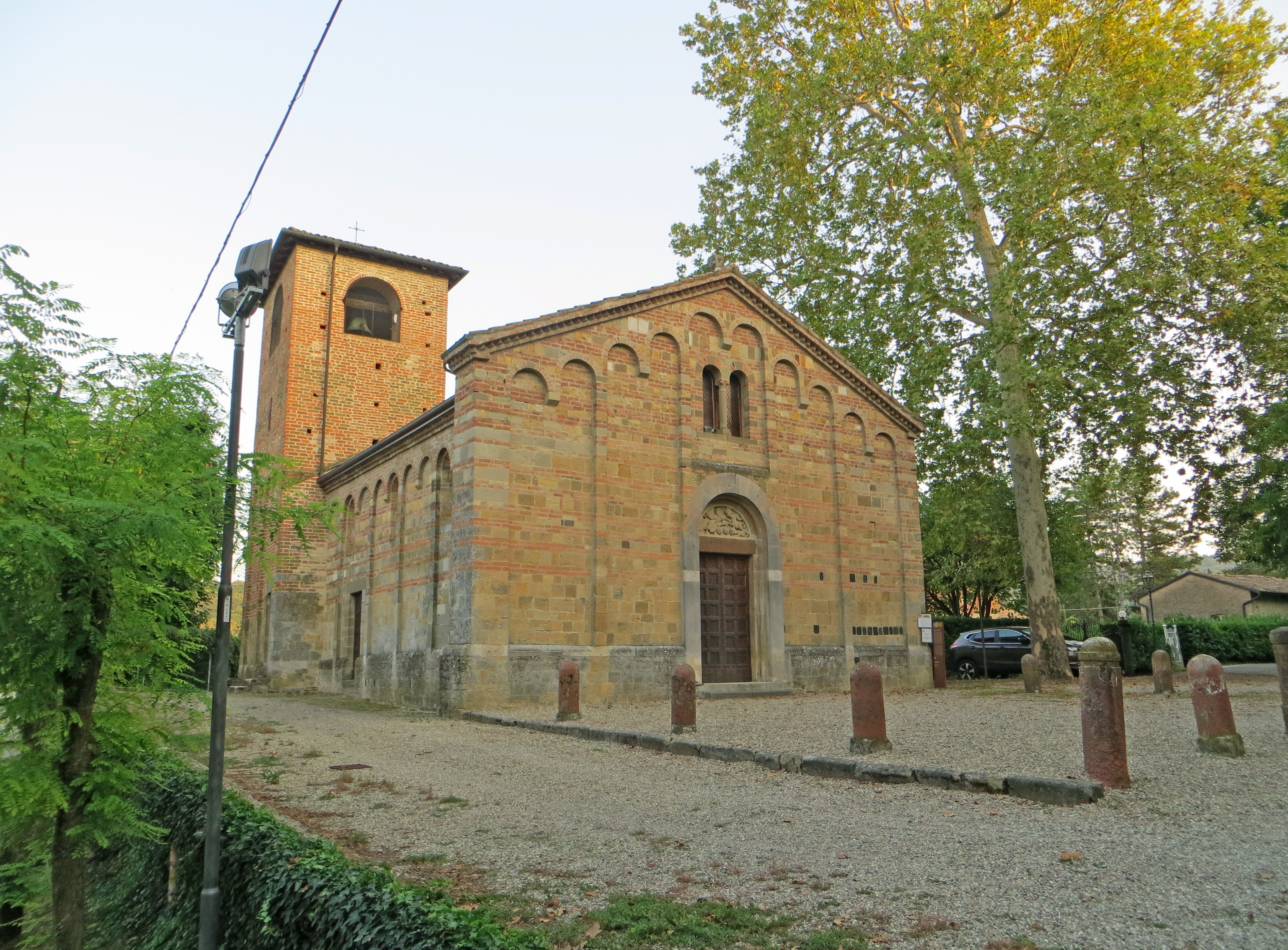
Facciata e lato nord

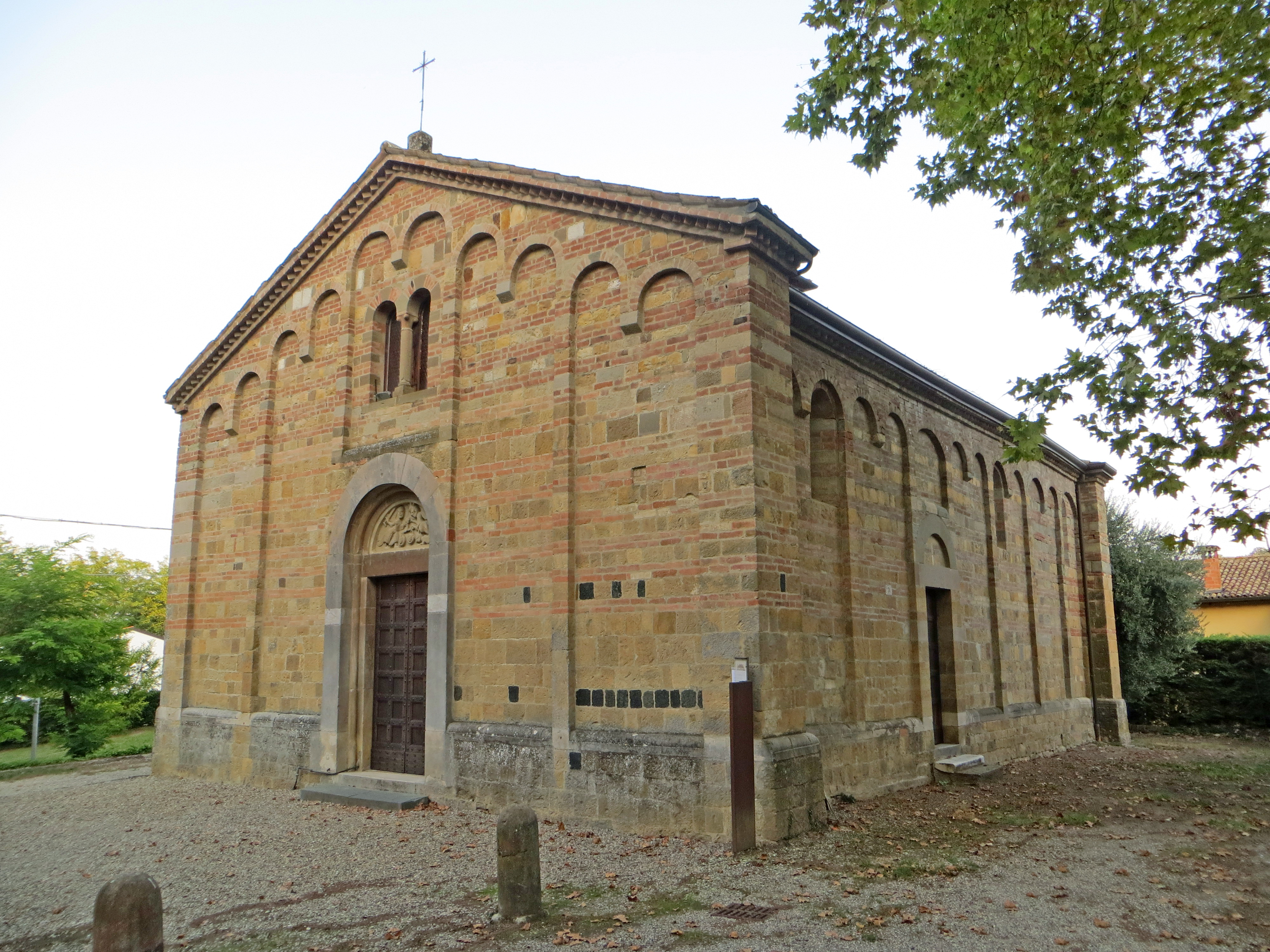
Facciata e lato sud

La chiesa si sviluppa su un impianto a navata unica affiancata da una cappella per parte, con ingresso a ovest e presbiterio absidato a est.
La simmetrica facciata a capanna, interamente rivestita a strisce orizzontali alternate di pietre e mattoni, è scandita verticalmente in cinque parti da sei lesene. Al centro è collocato il portale d'ingresso principale, delimitato da una cornice ad arco a tutto sesto, che inquadra una lunetta contenente un altorilievo raffigurante la Psicostasia, ossia la pesatura delle anime: nel mezzo è rappresentata una bilancia a due piatti, contenenti l'anima di un defunto; il fulcro è sostenuto sulla sinistra dall'arcangelo Michele, simbolo del Bene, e sulla destra da un demonio, simbolo del Male; quest'ultimo, intento ad abbassare il piatto dalla propria parte per impossessarsi di un'altra anima oltre a quella che già si trova sotto la sua coda, è aiutato da un secondo demone posto ai suoi piedi con un uncino, mentre san Michele con la spada sguainata è pronto alla lotta. La scultura, risalente ai primi anni del XIII secolo, costituisce un soggetto quasi unico per le chiese italiane dell'epoca, ritrovabile soltanto in un affresco della chiesa di San Tommaso Becket a Cabriolo, frazione di Fidenza; il tema è invece abbastanza diffuso nei luoghi di culto medievali francesi e spagnoli disposti lungo il cammino di Santiago di Compostela. Sopra al portale la fronte, rifatta durante la ristrutturazione novecentesca, accoglie nel mezzo una bifora con colonnina centrale in pietra, mentre in sommità corre lungo gli spioventi del tetto un motivo ad archetti pensili.

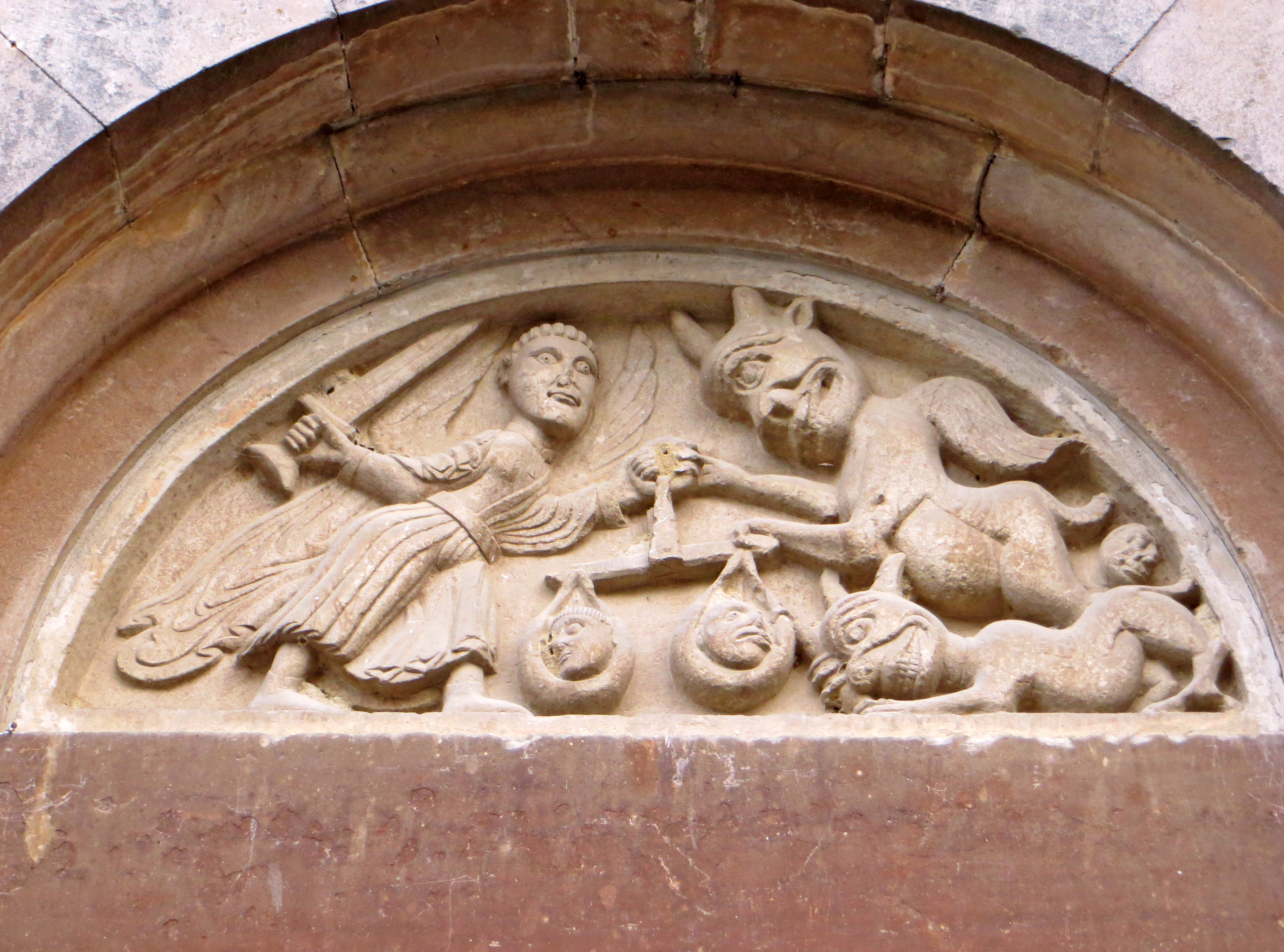
Lunetta della Psicostasia

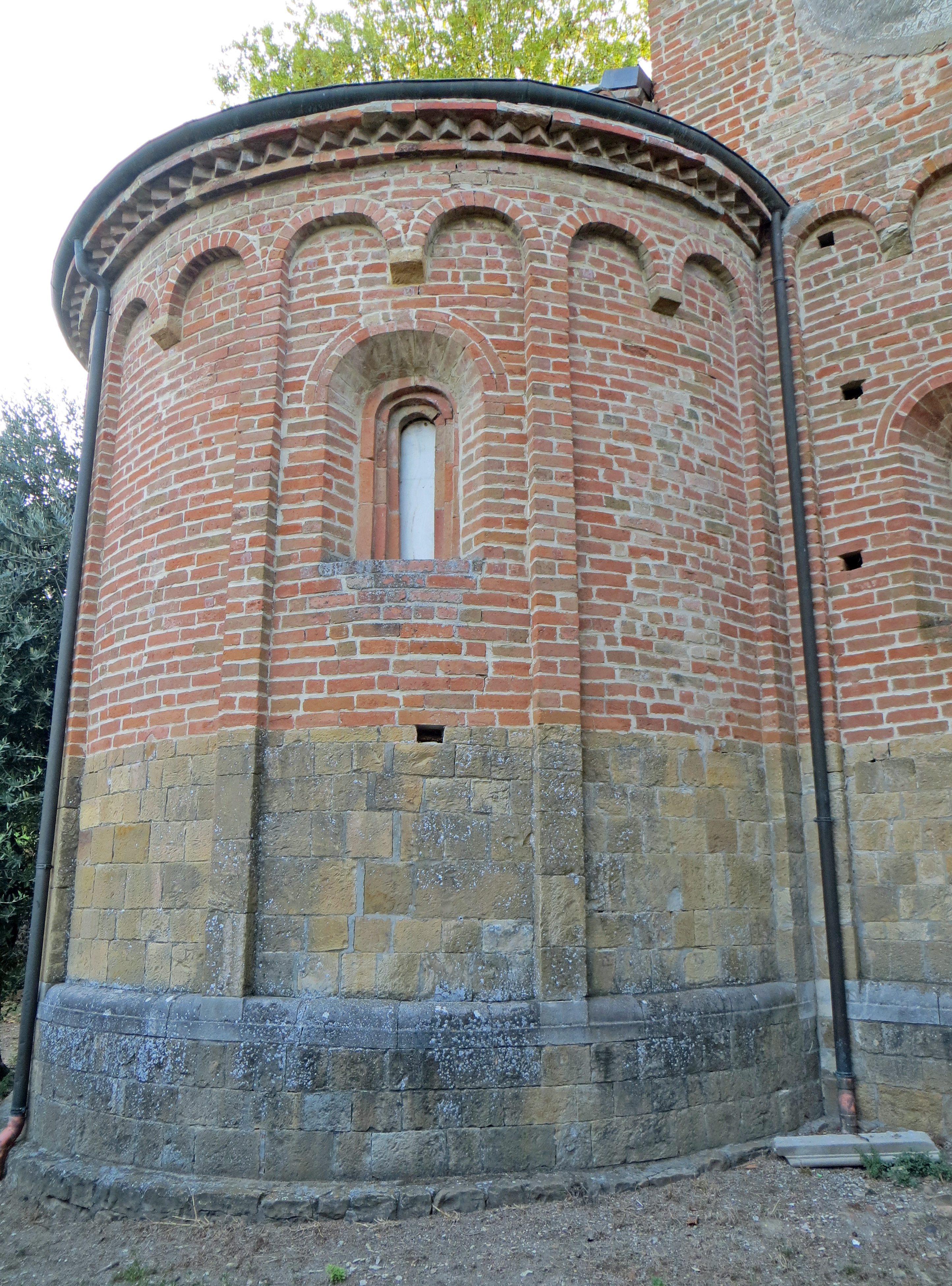
Abside

Decorazioni analoghe proseguono anche lungo i due fianchi della chiesa, al cui centro sono posti gli ingressi secondari. Sulla sinistra, in corrispondenza dello spigolo nord-est, si innalza in lieve aggetto il massiccio campanile medievale, rivestito in laterizio sopra al basamento in pietra; la cella campanaria si affaccia sulle quattro fronti attraverso ampie monofore ad arco a tutto sesto.
Sul retro si erge sulla base medievale in pietra l'abside in mattoni, scandita verticalmente da una serie di lesene; ai lati si aprono due monofore strombate a tutto sesto, mentre a coronamento corre un motivo ad archetti pensili.
All'interno la navata, coperta da una volta a botte lunettata, è rivestita sui fianchi con un'alternanza di strisce orizzontali in pietre e mattoni. Ai lati dell'ingresso sono collocati due capitelli quattrocenteschi, riadattati ad acquasantiere, mentre in controfacciata sono appesi due dipinti, raffiguranti rispettivamente la Madonna col Bambino e i santi Apollonia, Carlo Borromeo e Caterina d'Alessandria, risalente alla metà del XVII secolo, e Cristo Redentore tra i santi Biagio e Basilide, realizzato nella prima metà del secolo successivo.
Il presbiterio, lievemente sopraelevato, è preceduto dall'arco trionfale a tutto sesto, affiancato da due nicchie contenenti altrettante statue di santi, tra cui la settecentesca Madonna col Bambino; l'ambiente, coperto da una volta a crociera, accoglie l'altare maggiore a mensa in arenaria, aggiunto intorno al 1970. Vi è inoltre conservato un dipinto raffigurante l'Addolorata, realizzato da Giovan Battista Borghesi fra il 1835 e il 1841. La piccola cappella sulla sinistra del presbiterio, posta ai piedi del campanile, è decorata con un affresco rappresentante la Madonna col Bambino, un santo vescovo e sant'Antonio Abate, eseguito tra la fine del XV secolo e gli inizi del XVI; nel sottarco si trovano altri dipinti ottocenteschi, forse realizzati dal Borghesi.
La chiesa ospita altre opere di pregio, tra cui due oli settecenteschi rappresentanti la Vergine e Santi e Sant'Antonio e una coeva cassapanca.